# Шокчель (муниципалитет)
Шокчель (исп. Xocchel) — муниципалитет в Мексике, штат Юкатан, с административным центром в одноимённом посёлке. Численность населения, по данным переписи 2010 года, составила 3236 человек.

## Общие сведения
Название Xocchel c майянского языка можно перевести как: считать сорок.
Площадь муниципалитета равна 111 км², что составляет 0,28 % от площади штата, а наивысшая точка — 20 метров над уровнем моря, расположена в поселении Санта-Крус.
Он граничит с другими муниципалитетами Юкатана: на севере с Хоктуном, на востоке с Кантунилем, на юге с Хухи, и на западе с Хокабой.

## Учреждение и состав
Даты образования муниципалитета не сохранилось, в его состав входит 4 населённых пункта:
| Код INEGI                  | Населённый пункт                                                          | Численность населения (2005 год) | Численность населения (2010 год) |
| -------------------------- | ------------------------------------------------------------------------- | -------------------------------- | -------------------------------- |
| 103                        | Всего                                                                     | 2935                             | 3236                             |
| 0001                       | Шокчель (исп. Xocchel) 20°50′ с. ш. 89°11′ з. д. (административный центр) | 2905                             | 3229                             |
| 0044                       | Санта-Крус (исп. Santa Cruz) 20°49′35″ с. ш. 89°06′23″ з. д.              | —                                | 3                                |
| 0045                       | Клара-Сетина (исп. Clara Cetina) 20°49′44″ с. ш. 89°10′32″ з. д.          | —                                | 3                                |
| —                          | Прочие                                                                    | 30                               | 1                                |
| Названия на карте Генштаба |                                                                           |                                  |                                  |

## Экономика
По статистическим данным 2000 года, работоспособное население занято по секторам экономики в следующих пропорциях:
- сельское хозяйство и скотоводство — 35,7 %;
- торговля, сферы услуг и туризма — 31,2 %;
- производство и строительство — 30,3 %;
- безработные — 2,8 %.

## Инфраструктура
По статистическим данным 2010 года, инфраструктура развита следующим образом:
- протяжённость дорог: 103 км;
- электрификация: 96,9 %;
- водоснабжение: 98,8 %;
- водоотведение: 37,9 %.

## Достопримечательности
В муниципалитете можно посетить церковь Святого Хуана Баутиста.